# Podróże (album)
Podróże – czwarty i ostatni album studyjny polskiej grupy muzycznej Grammatik. Wydawnictwo ukazało się 23 listopada 2007 roku nakładem wytwórni muzycznej Frontline Records w dystrybucji My Music.
Na płycie znalazło się dwanaście piosenek, które w całości wyprodukował Kuba „Flamaster” Gadomski. Muzyk wraz z Markiem Błażejem Żebrowskim był również realizatorem nagrań. Z kolei wśród gości na albumie znaleźli się m.in. Włodi, Pelson i Diox. Nagrania zostały zarejestrowane i zmiksowane pomiędzy październikiem a listopadem 2007 roku w S210 Studio w Legionowie. Mastering w Woobie Doobie Studio wykonał Wojtek Olszak.
Nagrania dotarły do 20. miejsca zestawienia OLiS.

## Lista utworów
Opracowano na podstawie materiału źródłowego.
1. „W drodze” (rap: Eldo, Jotuze, gitara: Michał Jabłoński, muzyka, produkcja: Flamaster) – 4:39
2. „Stracone dzieciaki” (rap: Eldo, Jotuze, gitara: Michał Jabłoński, muzyka, produkcja: Flamaster, śpiew: Agata Załuska) – 3:37
3. „Rozmowa” (rap: Eldo, Jotuze, gitara: Michał Jabłoński, fortepian: Sebastian Szymański, instrumenty perkusyjne: Mark Blaze, muzyka: Sebastian Szymański, produkcja: Flamaster, śpiew: Agata Załuska) – 3:26[A]
4. „Telefony” (rap: Eldo, Jotuze, Diox, gitara: Michał Jabłoński, muzyka, produkcja: Flamaster) – 3:35
5. „A wy” (rap: Eldo, Jotuze, Włodi, Pelson, muzyka, produkcja: Flamaster) – 3:00
6. „Chwila” (rap: Eldo, Jotuze, produkcja, muzyka: Flamaster, instrumenty perkusyjne: Mark Blaze, śpiew: Szymon Makohin) – 3:03
7. „Śmieci” (rap: Eldo, Jotuze, muzyka: Flamaster, Mark Blaze, produkcja: Flamaster) – 3:35
8. „Nigdy więcej” (rap: Eldo, Jotuze, produkcja, muzyka: Flamaster) – 3:29
9. „Ile jesteś w stanie...” (rap: Eldo, Jotuze, gitara: Michał Jabłoński, produkcja, muzyka: Flamaster, instrumenty perkusyjne: Mark Blaze) – 3:50
10. „Wiem kim jestem” (rap: Eldo, Jotuze, produkcja, muzyka: Flamaster, śpiew: Agata Załuska) – 3:41
11. „Kamienie” (rap: Eldo, Jotuze, gitara: Michał Jabłoński, produkcja, muzyka: Flamaster, instrumenty perkusyjne: Mark Blaze, śpiew: Agata Załuska, Szymon Makohin) – 3:38
12. „50 dróg” (rap: Eldo, Jotuze, gitara: Michał Jabłoński, produkcja, muzyka: Flamaster, śpiew: Agata Załuska) – 3:11

Notatki
- A^ W utworze wykorzystano sample z piosenek „Modlitwa” w wykonaniu Breakout i „Sneakin' in the Back” Toma Scotta i The L.A. Express[4].